# Џонсон (Вермонт)
Џонсон (енгл. Johnson) град је у америчкој савезној држави Вермонт.

## Демографија
По попису из 2010. године број становника је 1.443, што је 23 (1,6%) становника више него 2000. године.
| Група             | 2000.         | 2010.         |
| Белци             | 1.347 (94,9%) | 1.330 (92,2%) |
| Афроамериканци    | 13 (0,9%)     | 26 (1,8%)     |
| Азијати           | 19 (1,3%)     | 14 (1,0%)     |
| Хиспаноамериканци | 15 (1,1%)     | 24 (1,7%)     |
| Укупно            | 1.420         | 1.443         |